# Балкански ритуал
„Балкански ритуал“ е роман на писателя и драматург Георги Тенев от 2019 г.
Издаден е през февруари 2019 г. от издателство „Колибри“. Структурно е съставен от седем части и един епилог. Романът започва с епиграф, цитат от Кръстьо Станишев: „Въображението разрушава разума“. В книгата присъстват няколко жанрови разновидности – едновременно криминален роман, но и исторически, психологически и политически трилър. Действието се развива едновременно на фикционални (Малко Хитово и Двуград) и реални места като Стара Загора, София, Рим, Истанбул, Хасково. Определян е като постмодерен, защото в него се прави опит да се премахне пропастта между масово и елитарно изкуство.
В края на 2019 г. е номиниран за наградите „Елиас Канети“ за белетристика и „Хеликон“. През 2020 г. е финалист в конкурса „Роман на годината“.
Сред персонажите на романа са: комисар Колев, бивш военен; професор Мандаджиев, невзрачен и малодушен музиковед, министър на културата; владиката Петър; вечно пияният ветеринарен лекар Русев; възпитателят Павел Петров; феодалният богаташ Франев. Героите са определяни като сложни и многопластови, убедителни и психологически достоверни.